# Euepicrius caesariatus
Euepicrius caesariatus är en spindeldjursart som beskrevs av Lee e Hunter 1974. Euepicrius caesariatus ingår i släktet Euepicrius och familjen Ologamasidae. Inga underarter finns listade i Catalogue of Life.